# Schinopsis cornuta
Schinopsis cornuta är en sumakväxtart som beskrevs av Loesener. Schinopsis cornuta ingår i släktet Schinopsis och familjen sumakväxter. Inga underarter finns listade i Catalogue of Life.